# Sankt Gallen-Altenrheins flygplats
Sankt Gallen-Altenrheins flygplats (tyska: Flughafen St. Gallen-Altenrhein) är en flygplats i Schweiz.   Den ligger i kommunen Thal och kantonen Sankt Gallen, i den östra delen av landet, 170 km öster om huvudstaden Bern. Sankt Gallen-Altenrheins flygplats ligger 398 meter över havet.